# 兴安文庙

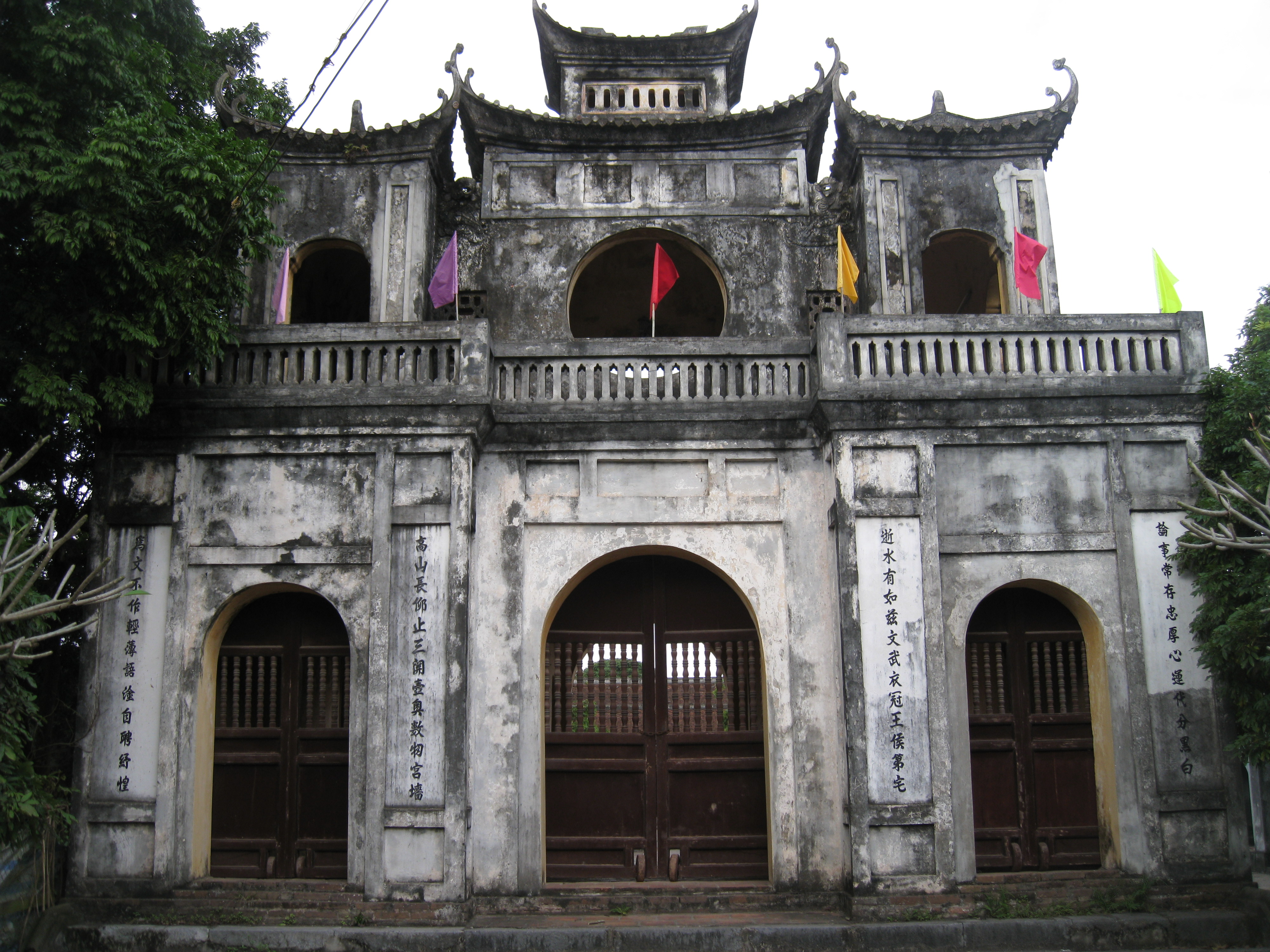
兴安文庙

兴安文庙(Văn Miếu Hưng Yên)是一座孔庙，位于越南北部红河三角洲興安省興安市，为当地的的重要古迹，1832年由越南阮朝第二代君主明命帝下令建造。

## 类似标志
兴安电视台台徽。该台徽为兴安文庙的庙门。